# Život je more
Život je more (špa. Mar adentro) je španjolska drama redatelja Alejandra Amenábara iz 2004. godine. Temelji se na istinitoj priči o životu Ramóna Sampedra (Javier Bardem), kvadriplegičara koji se pokušava izboriti za pravo da dostojanstveno okonča svoj život. Film je dobitnik Oscara za najbolji strani film i Zlatnog globusa za najbolji film na stranom jeziku.

## Radnja
Film se temelji na istinitoj priči o Ramonu Sampedru, mornaru koji nakon nesreće u mladosti postaje kvadriplegičar, ostaje prikovan za krevet skoro 30 godina i želi umrijeti dostojanstveno. Njegov svijet je prikazan kroz odnos s dvije žene: Julijom, odvjetnicom koja mu pomaže da ostvari svoj naum i Rosom, susjedom koja ga pokušava uvjeriti kako život može biti zanimljiv.

## Glumci
- Javier Bardem kao Ramón Sampedro
- Belén Rueda kao Julia
- Lola Dueñas kao Rosa
- Mabel Rivera kao Manuela
- Celso Bugallo kao José Sampedro
- Clara Segura kao Gené
- Joan Dalmau kao Joaquín Sampedro
- Alberto Jiménez kao Julijin suprug

## Nagrade i nominacije
Oscar
- Najbolji strani film (dobitnik)
- Najbolja šminka (Jo Allen i Manolo García, nominirani)

Zlatni globus
- Najbolji film na stranom jeziku (dobitnik)

Nagrada Goya
- Najbolji glumac (Javier Bardem, dobitnik)
- Najbolja glumica (Lola Dueñas, dobitnica)
- Najbolja fotografija (Javier Aguirresarobe, dobitnik)
- Najbolji redatelj (Alejandro Amenábar, dobitnik)
- Najbolji film (dobitnik)
- Najbolja šminka i frizura (Jo Allen, Ana López Puigcerver, Mara Collazo, Manolo García, dobitnici)
- Najbolji mladi glumac (Tamar Novas, dobitnik)
- Najbolja mlada glumica (Belén Rueda, dobitnica)
- Najbolja originalna glazba (Alejandro Amenábar, dobitnik)
- Najbolja produkcija (Benjamín Fernández, nominiran)
- Najbolja umjetnička produkcija (Emiliano Otegui, dobitnik)
- Najbolji scenarij - Original (Alejandro Amenábar and Mateo Gil, dobitnici)
- Najbolji zvuk (Juan Ferro, Alfonso Raposo, María Steinberg, Ricardo Steinberg, dobitnici)
- Najbolji sporedni glumac (Celso Bugallo, dobitnik)
- Najbolja sporedna glumica (Mabel Rivera, dobitnica)

Nagrada César
- Najbolji strani film (nominiran)

Venecijanski filmski festival
- Specijalna nagrada žirija (Alejandro Amenábar, dobitnik)
- Zlatni lav (nominiran)
- Najbolji glumac (Javier Bardem, dobitnik)
- Najbolji međunarodni film (dobitnik)

## Vanjske poveznice
- Život je more u internetskoj bazi filmova IMDb-a
- Rottentomatoes.com
- Filmski.net  Arhivirana inačica izvorne stranice od 2. listopada 2012. (Wayback Machine)